# خراسانة
خراسانة (أختاتشي) (بالفارسية: خراسانه) هي قرية تقع في إيران في قسم أختاتشي الريفي. يقدر عدد سكانها بـ 63 نسمة .